# Ngultrum
Der Ngultrum (bhutanisch དངུལ་ཀྲམ Wylie dngul kram [ŋýˈʈúm]  – „Silbermünze“, Abkürzung BTN) ist die Währung von Bhutan. Er ersetzte 1974 die Bhutanische Rupie, welche unter Indische Rupie firmierte.
Münzen sind in 5, 10, 20, 25 und 50 Chhetrum und 1 Ngultrum gestückelt. Banknoten sind zu 1, 5, 10, 20, 50, 100, 500 und 1000 Ngultrum im Umlauf.
Die Unterwährung Chhetrum hieß bis 1979 Chetrum. Der Ngultrum ist im Verhältnis 1:1 fix an die Indische Rupie gekoppelt, die in Bhutan ebenfalls gesetzliches Zahlungsmittel ist. Alle sich in Indien im Umlauf befindlichen Banknoten können auch in Bhutan verwendet werden. Der Ngultrum wird in Indien jedoch nicht akzeptiert.

## Banknoten
|  |  |  |  |
|  |  |  |  |
|  |  |  |  |
|  |  |  |  |
|  |  |  |  |